# Antonio Rukavina
Pour les articles homonymes, voir Rukavina.
Antonio Rukavina (en serbe en écriture cyrillique : Антонио Рукавина), né le 26 janvier 1984 à Belgrade en Yougoslavie (auj. en Serbie), est un footballeur internationale serbe. Il a évolué au poste d'arrière droit au niveau professionnel entre 2002 et 2021.

## Palmarès

### En équipe nationale
- 45 sélections et 0 but avec l'équipe de Serbie depuis 2007.

### Avec le Partizan Belgrade
- Vainqueur du Championnat de Serbie en 2008.

### Avec le Borussia Dortmund
- Vainqueur de la Supercoupe d'Allemagne en 2008.
- Finaliste de la Coupe d'Allemagne en 2008.